# Chirurgenverzeichnis
Das Chirurgenverzeichnis ist eine Publikation des Springer-Verlages und wurde zuletzt 1990 in siebenter Auflage herausgegeben von Edgar Ungeheuer.

## Inhalt
Das aus einem Biografie- und Bibliografieteil bestehende Nachschlagewerk versteht sich als „Who’s Who der Chirurgen im deutschsprachigen Raum“.
Neben seiner Funktion als aktuelles Nachschlagewerk sieht der Verlag seinen Wert insbesondere durch die früheren Ausgaben in einer dauerhaften geschichtlichen Dokumentation.
Der Umfang der Ausgaben differiert. Während die 6. Auflage die Biografien und Bibliografien zu etwa 2000 deutschsprachigen Chirurgen auf 838 Seiten brachte, umfasste die letzte Auflage von 1990 beispielsweise 370 Seiten.

## Geschichte
Das Chirurgenverzeichnis geht zurück auf den Deutschen Chirurgenkalender, der zum ersten Mal 1920 von August Borchard und Walter von Brunn herausgegeben wurde. Weitere Auflagen folgten 1926 und 1938, dann schon unter dem Titel Deutsches Chirurgen-Verzeichnis. Seit der von Arthur Hübner erweiterten vierten Auflage 1958 firmiert die Publikation nur noch unter dem Titel Chirurgenverzeichnis.
Das Verzeichnis wird im Einvernehmen mit dem Präsidium der Deutschen Gesellschaft für Chirurgie herausgegeben.